# Spavanje
Spavanje je prirodno stanje promijenjenog stanja svijesti (reducirane svijesti), koje se u čovjekovom životu izmjenjuje sa stanjem budnosti. Stadiji spavanja i budnosti pravilno i ciklički se izmjenjuju, tj. predstavljaju jedan od značajnih bioloških ritmova. Općenito, spavanje se opisuje kao stanje relativnog mirovanja organizma, a fiziološki gledano, ono se određuje kao stanje smanjene integracijske funkcije živčanog sustava.
U toku spavanja opća aktivnost je smanjena, što znači da, izostaju reakcije na većinu podražaja iz okoline, smanjena je aktivnosti skeletnih mišića, smanjen je i veći broj vegetativnih funkcija (puls, krvni tlak, tjelesna temperatura, disanje), pri čemu prevladava rad parasimpatikusa, a mijenjaju se biopotecijali mozga. Psihička aktivnost tijekom spavanja također je smanjena i značajno promijenjena. Javlja se u obliku povremenih snova.

## Faze spavanja
Postoje četiri faze non-REM spavanja. Spavanje započinje fazom koja se naziva sinkronizirano spavanje. Ova faza ima četiri podfaze:
1. Faza: (prvih 10 min.) aktivnost je desinkronizirana; izmjenjuju se brzi valovi: -alfa (8-12 Hz) i -theta valovi (3.5 - 7.5 Hz)
2. Faza: (traje 15 min.): na EEG snimci su theta valovi s tzv. K-kompleksima (jedna izrazita negativna i izrazita pozitivna defleksija) i vretena spavanja = salve valova (12-14 Hz) koje se javljaju 2-5 puta u minuti. Neki autori smatraju da su K-kompleksi i vretena spavanja posljedica mozgovnih mehanizma koji smanjuju osjetljivost na okolne podražaje
3. Faza: u 20 - 50 % vremena: δ-delta valovi (male frekvencije, a velike amplitude)
4. Faza: δ- valovi u više od 50 % vremena (45 min).

Faze 3 i 4 zajedno se nazivaju sporovalno spavanje  (slow-wave-sleep = SWS). Spori valovi pokazuju da je neuralna aktivnost visoko sinkronizirana. Tijekom n-REM spavanja u svakoj sljedećoj fazi spavanja srčani ritam i ritam disanja su sporiji nego u prethodnoj fazi i povećava se postotak sporih valova velike amplitude.
Nakon 90 minuta od početka spavanja preko faze 3 i 2 prelazi se u prvu REM fazu. EEG (elektro-encefalo-gram) postaje desinkroniziran s mnogo nepravilnih, brzih valova male amplitude. Tu dolazi do brzih pokreta očiju, po čemu je ta faza i dobila ime Rapid Eye Movements = paradoksalno spavanje = desinkronizirano ili d-spavanje, odnosno aktivno spavanje. 
Aktivnost moždanih valova u REM fazi jako je velika, pojavljuju se α-alfa valovi koji su karakteristični za budno stanje, i druge tjelesne aktivnosti su pojačane. Zbog toga se REM faza naziva i paradoksno spavanje jer svojom pojačanom aktivnošću odstupa od fizioloških aktivnosti n-REM faze i slična je budnom stanju. U toj fazi često sanjamo. REM faze tijekom noći postaju duže (do pola sata), tijekom njih se oči spavača pokreću lijevo – desno iza zatvorenih kapaka intenzitetom 50 do 60 puta u minuti, što odražava preveliku aktivnost nervnog sistema. U ovoj se fazi također ubrzava puls, raste krvni tlak, ubrzava se disanje, javljaju se trzaji mišića i grčevi. 
U Dementovu pokusu ispitanici su puštani da spavaju, a kad bi ušli u REM fazu, on bi ih budio, i tako 5 noći uzastopno. Dement je uočio da što je noć odmicala, ispitanici su sve češće ulazili u REM fazu (sanjanje). Tokom prve noći normalnog spavanja ispitanici su proveli oko 60% vremena više u REM fazi nego u noći prije istraživanja. Ovaj fenomen je nazvan “efekt nadoknade REM-a”.
Nakon REM spavanja sve se ponavlja u trajanju od 90-100 minuta. Ranije tijekom noći predominantne su faze 3 i 4. Prema jutru faza 4 se gubi, faza 3 se skraćuje, a produljuje se REM faza. Kad osoba zaspi, vanjski podražaji mogu zaustaviti progresiju spavanja, npr. buka u 3. fazi može izazvati vraćanje u 2. fazu, usporiti je ili prekinuti

## Sanjanje
Ako se spavajuća osoba probudi u REM fazi, ona će u 80-90 % slučajeva izvijestiti da je upravo sanjala, a ako se probudi u n-REM fazi, ona će to rjeđe izjaviti. Taj postotak sanjana u n-REM fazi varira u različitim istraživanjima između 10 i 70 %, a te se velike varijacije javljaju zbog različitih definicija sna. Neki autori smatraju da je san samo kompleksan dobro definiran doživljaj, dok drugi smatraju da je i neko nejasno iskustvo također san (npr. neka izolirana slika). U tome se sastoji kvalitativna razlika snova koji se javljaju u REM i n-REM fazi. REM san odnosi se na čitav slijed događaja, vizualno je složen i ima radnju koja se doživljava kao realnost, dok se n-REM san više odnosi na neku izoliranu sliku ili čuvstvo. Iako ti doživljaji mogu biti suprotni iskustvu i izvjesnoj logici, za vrijeme sanjanja ne primjećujemo njihovu nelogičnost, odnosno ta nelogičnost nas ne smeta.
U 4. fazi n-REM spavanja može se javiti noćni strah, kao i hodanje u snu. Noćni strah je izrazit osjećaj straha pri čemu se osoba često budi vrišteći! To treba razlikovati od noćne more (izrazito neugodan san) u REM fazi kod ljudi svih dobnih skupina. Noćni strah u n-REM fazi češće se javlja kod djece.  
Što se tiče interpretacije snova, psiholozi su dugo bili pod utjecajem Freuda, koji je snove smatrao odrazom "potisnutih" i "podsvjesnih" želja i misli, naročito seksualnih konflikata, ali koji su "kamuflirani". Danas se najprihvatljivijim tumačenjem smatra Hobsonova hipoteza sinteze aktivacije: sadržaj snova odražava slučajnu aktivaciju mozgovnih neuralnih krugova, bilo zbog spontanog izbijanja, bilo zbog djelovanja podražaja iz okoline, te tendenciju mozga da unese red i smisao toj nestrukturiranoj aktivnosti. 
U REM fazi povećana je brzina toka krvi u vidnom području te smanjen protok krvi u donjem frontalnom području, koje je odgovorno za planiranje i organizaciju događaja u vremenu. Time se tumači pojava da se za vrijeme spavanja javljaju jasne vidne slike koje su loše organizirane u vremenu. 
Uz noćni san mi također doživljavamo i sanjarenje. Jedan od definicija sanjarenja kaže da je to oblik pažnje usmjerene na primarne psihičke ili mentalne zadaće koje smo dobili ili na predmete koje izravno gledamo i slušamo, a namjeran na nadolazeće epizode osobnih potreba potaknutih unutarnjim podražajima; sanjarenje je, dakle, jedan oblik budnog stanja. Tokom sanjarenja mi gubimo svijest o izvanjskom svijetu. Sanjarenja se obično događaju onda kada je situacija u vanjskom svijetu dosadna i bez promjena. Svi se slažu da sanjarenje ima ulogu u pripremi za buduće djelovanje (virtualno iskušavanje različitih životnih situacija).
Prema sadržaju postoje četiri vrste sanjarenja:
- samooptužujuće (što bi bilo da sam to uradio ili rekao, a ne ovo?)
- dobro kontrolirano i osmišljavajuće (planiranje)
- autističko (materijal povezan s noćnim snom probija se i uznemirava svijest)
- neurotično (fantazije)

1. ↑  Why Is Sleep Important?